# بياض (سمك)
البَيَاض (الاسم العلمي: Bagrus) هو جنس أسماك من الفصيلة البياضيات. من أنواعه: الدقماق.